# Catachlorops psolopterus
Catachlorops psolopterus är en tvåvingeart som först beskrevs av Christian Rudolph Wilhelm Wiedemann 1828.  Catachlorops psolopterus ingår i släktet Catachlorops och familjen bromsar. Inga underarter finns listade i Catalogue of Life.